# Бреј (Ирска)
Бреј (енгл. Bray, ир. Bré) је значајан град у Републици Ирској, у источном делу државе. Град припада округа Виклоу, али и поред тога што је највеће насеље округа Бреј није његово седиште (већ је то град Виклоу).
Бреј је средиште ирске филмске индустрије са јединим значајним филмским студијом у држави.

## Географија
Град Бреј се налази у источном делу ирског острва и источном делу Републике Ирске и припада покрајини Ленстер. Град је удаљен 25 километара јужно од Даблина. Град је, заправо, место за одмор становника Даблина викендом.
Бреј је смештен у приобалном подручју источне Ирске, са дугом обалом, која је део Ирског мора. Град се развио у омањој, приобалној равници, иза које се у позађу издижу брда и планине Виклоу. Изнад градског језгра господари Брејско брдо. Надморска висина средишњег дела града је око 18 метара.
Клима: Клима у Бреју је умерено континентална са изразитим утицајем Атлантика и Голфске струје. Стога град одликује блага и веома променљива клима.

## Историја
Подручје Бреја било насељено већ у време праисторије. Дато подручје је освојено од стране енглеских Нормана 1169. г. Насеље под данашњим именом се први пут спомиње 1598. г., али је у следећим вековима било безначајно рибарско насеље. Проласком пруге средином 19. века насеље се почиње развијати у зону викенд одмора угледних и богатих становника оближњег Даблина.
Бреј је од 1921. г. у саставу Републике Ирске. Опоравак града започео је тек последњих деценија, када је Бреј поново забележио нагли развој и раст.

## Становништво
Према последњим проценама из 2011. г. Бреј је имао 27 хиљада становника у граду и преко 32 хиљада у широј градској зони. Последњих година број становника у граду се нагло повећава.

## Привреда
Бреј је био традиционално туристичко средиште. Последњих деценија градска привреда се махом заснива на викенд туризму, пословању, трговини и услугама.

## Галерија
- Градско приобаље
- Градска марина
- Брејско брдо
- Ново стамбено суседство

## Партнерски градови
- Вирцбург
- Даблин
- Бегл
- Карара